# Corte d'appello (Città del Vaticano)
La Corte d'appello è il giudice di seconda istanza nella Città del Vaticano, istituita in seguito alla riforma giudiziaria del 1987; non ha un diretto legame con la Sacra Rota.

## Descrizione
È competente per le cause civili e penali e per il secondo grado dell'Ufficio del Lavoro della Sede Apostolica; inoltre è competente per i ricorsi e si occupa del risarcimento danni, materia non contemplata fino alla nuova Legge fondamentale del 2001.
La Corte d'appello ha sede in piazza Santa Marta. Dall'8 maggio 2021 al 21 aprile 2025, giorno della morte di papa Francesco, ne è stato presidente l'arcivescovo Alejandro Arellano Cedillo. Il tribunale è costituito da sei giudici dei quali tre laici e tre ecclesiastici ed un promotore di giustizia.
Il 4 giugno 2013, con atto pontificio, reso noto il 12 successivo, papa Francesco ha nominato promotore di giustizia della Corte d'appello dello Stato della Città del Vaticano il prof. avv. Raffaele Coppola, direttore del Centro di Ricerca "Renato Baccari" del Dipartimento di Giurisprudenza dell'Università degli studi di Bari, nonché membro del corpo degli avvocati della Santa Sede per il foro canonico e civile, avvocato della Curia Romana e del Tribunale Apostolico della Rota.

## Cronotassi dei presidenti
...
- Arcivescovo Mario Francesco Pompedda (11 settembre 1993 - 16 novembre 1999 nominato prefetto del Supremo tribunale della Segnatura apostolica)
- Monsignore Francesco Bruno (1999 - 2003 dimesso)
- Arcivescovo Raffaello Funghini (20 dicembre 2003 - 17 maggio 2006 deceduto)
- Monsignore José María Serrano Ruiz (3 febbraio 2007 - 10 dicembre 2012 dimesso)
- Monsignore Pio Vito Pinto (10 dicembre 2012 - 2021 ritirato)
- Arcivescovo Alejandro Arellano Cedillo (8 maggio 2021 - 21 aprile 2025 cessato)